# Laser européen à électrons libres et à rayons X

Représentation des pays membres du projet (violet).

Le laser européen à électrons libres et à rayons X (anglais : European X-ray free-electron laser, ou European XFEL) est un centre de recherche comportant un laser à rayons X et une infrastructure mis en service en 2017. Le premier jet laser a été produit en mai 2017,, les opérations nominales débutant en septembre 2017. Ce projet est européen et international avec 12 pays participants (Danemark, France, Allemagne, Hongrie, Italie, Pologne, Royaume-Uni, Russie, Slovaquie, Espagne, Suède et Suisse) est situé dans les länder de Hambourg et du Schleswig-Holstein. Un laser à électrons libres génère un rayonnement électromagnétique à haute intensité par l'accélération d'électrons à des vitesses relativistes, puis en dirigeant ce faisceau via des structures magnétiques spécifiques. L'European XFEL est construit de telle manière que les électrons produisent des rayons X de manière synchrone, produisant des jets de rayons X à haute intensité ayant les propriétés de la lumière laser mais à des niveaux d'intensité beaucoup plus élevés que ceux produits par les méthodes classiques au sein de synchrotrons.

## Emplacement
Le tunnel de 3,4 km hébergeant l'accélérateur linéaire supraconducteur et les faisceaux de photons se situent entre 6 et 38 m sous la surface, du centre de recherche de DESY à Hambourg à la ville de Schenefeld, dans le Schleswig-Holstein, où les stations expérimentales, les laboratoires et les bâtiments administratifs sont situés.

## Accélérateur
Les électrons sont accélérés jusqu'à une énergie de 17,5 GeV le long d'un accélérateur linéaire de 2,1 km avec des cavités radio-fréquence supraconductrices. L'utilisation d'éléments supraconducteurs pour l'accélération, développés au DESY, permet jusqu'à 27 000 répétitions par seconde, un niveau nettement supérieur aux autres lasers à rayons X présents aux États-Unis et au Japon. Les électrons sont ensuite introduits dans des champs magnétiques avec des lignes d'aimants particulières appelés éléments d'insertion, où ils suivent des trajectoires courbes résultant en l'émission de rayons X dont la longueur d'onde est entre 0,05 et 4,7 nm.

## Laser
La lumière de rayons X est générée par émission spontanée auto-amplifiée, où les électrons interagissent avec le rayonnement qu'ils ou leurs voisins émettent. Le résultat est l'émission spontanée de paquets denses de rayonnements qui sont amplifiés comme la lumière laser. Le pic de brillance de l'European XFEL est des milliards de fois plus élevé que celui des rayons X conventionnels, alors que la moyenne de la brillance est 10 000 fois plus élevée. L’énergie plus importante des électrons permet la production de photons de longueurs d'onde plus courtes. La durée des impulsions de lumière peut être inférieure à 100 femtosecondes.

## Recherche
Les courtes impulsions laser permettant de mesurer des réactions chimiques trop rapides pour être visualisées par d'autres méthodes. La longueur d'onde du laser à rayon X peut être établie entre 0,05 à 4,7 nm, permettant la mesure à l'échelle d'un atome.
Fin 2017, un banc d’études des photons comportant deux stations expérimentales peut être utilisé. Le dispositif sera par la suite étendu à 5 bancs et 10 stations de mesures.
Les dispositifs expérimentaux permettent la mise en place d'expériences scientifiques uniques du fait de leur haute intensité, de la cohérence et de la temporalité du faisceau. Ces propriétés peuvent être utiles pour la recherche dans de nombreuses disciplines, notamment la physique, la chimie, la science des matériaux, la biologie et les nanotechnologies.

## Historique

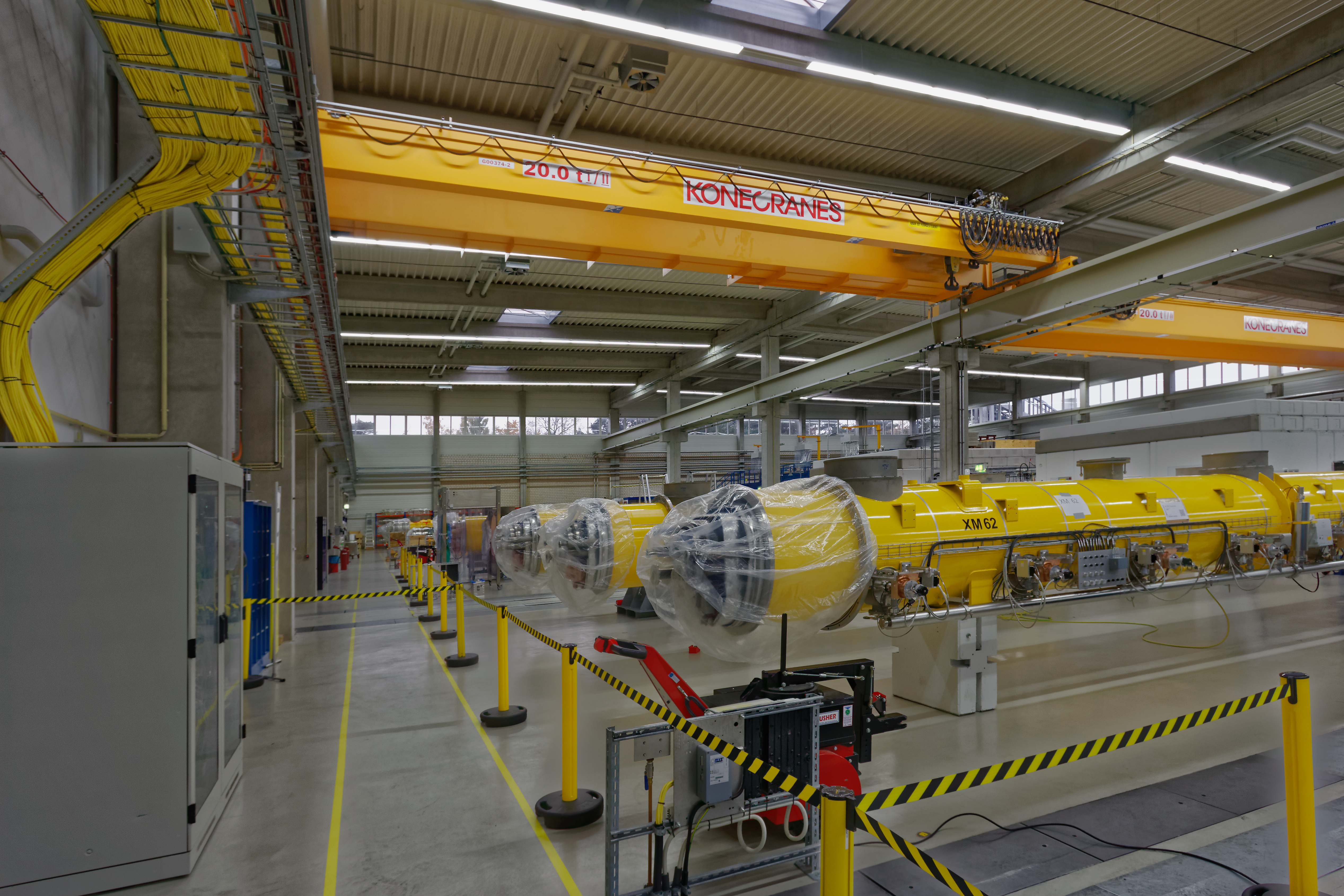
Accélérateur lors de la construction en 2015

Le Ministère Fédéral allemand de l'Éducation et de la Recherche a accordé la permission de construire le 5 juin 2007 à un coût de 850 millions de dollars, entendu que le projet devrait être financé par un projet européen. L'European XFEL GmbH, qui a construit et exploite l'installation, a été fondée en 2009. La construction de l'installation a débuté le 8 janvier 2009, les tunnels ont été achevés à l'été 2012, et le reste des constructions souterraines l'année suivante. Les premiers faisceaux d'électrons ont été accélérés en avril 2017, et les premiers faisceaux de rayons X ont été produits en mai 2017. XFEL a été inaugurée en septembre 2017. Le coût global de la construction et de la mise en service de l'installation est à compter de 2017 est estimé à 1,22 milliard d’euros (prix de 2005).